# Alessandro Fei (voleibolista)
Alessandro Fei (Saronno, Italia; 29 de noviembre de 1978) es un jugador profesional de voleibol italiano, que juega como central y opuesto en el  Lube Macerata y en la  selección italiana.

## Trayectoria

### Clubes
Debuta en la Serie A1 con 17 años en la temporada 1995/1996 con la camiseta del Pallavolo Padova donde se queda por tres temporadas. En verano 1998 ficha por el  Lube Macerata donde gana su primeros títulos, la Copa de Italia y la Challenge Cup en la temporada 2000/2001.
En la temporada siguiente ficha por el Sisley Treviso y empieza la etapa más exitosa de su carrera: en once años gana cuatro campeonatos, tres copas y cinco supercopas de Italia además de una Challenge Cup, una Copa Cev y la  Champions League 2005/06 tras derrotar el Iraklis VC por 3-1 en la gran final.
En 2012 tras la desaparición del equipo de Treviso ficha por el Volley Piacenza por dos temporadas ganando su tercera Challenge Cup y su quinta Copa Italia; en verano 2014 regresa al  Lube Macerata logrando conseguir su sexta Supercopa de Italia.

### Selección
Debuta con la  selección italiana el 8 de mayo de 1998 y en su carrera participa en 4 ediciones de los Juegos Olímpicos ganando tres medallas, la de plata en los  Juegos Olímpicos de Atenas 2004 y las de bronce en los   Juegos Olímpicos de Sídney 2000 y de  Olímpicos de Londres 2012).
Consigue coronarse campeón mundial en la edición de Japón 1998) y además triunfa dos veces en la Eurocopa y en la Liga Mundial de Voleibol.

## Palmarés

### Clubes
- Campeonato de Italia (4): 2002/2003, 2003/2004, 2004/2005, 2006/2007
- Copa de Italia (5): 2000/2001, 2003/2004, 2004/2005, 2006/2007, 2013/2014
- Supercopa de Italia (6): 2001, 2003, 2004, 2005, 2007, 2014
- Champions League (1): 2005/06
- Copa CEV (1): 2010/2011
- Challenge Cup (3): 1995/96, 2002/03, 2012/13